# Disney Cinema Parade
Disney Cinema Parade est une parade présentée  au parc Walt Disney Studios de 2002 à 2008.

## Présentation
- Première représentation : 1er juin 2002
- Dernière représentation : 31 mars 2008
- Nombre de chars : 9

Basée sur le thème des scènes de tournage et de l'univers de la réalisation, la parade était composée de chars évoquant les grandes étapes de la création d'un long métrage. On pouvait y voir des personnages Disney et Pixar non représentés dans le reste du parc à l'époque comme Chicken Little, Woody de Toy Story, Pinocchio, les 101 Dalmatiens ou encore la fée Clochette, mais également de personnes déguisées en grooms et en accessoires de tournage (claps, projecteurs, etc.).
Au cours de la parade, les chars marquaient des arrêts pour permettre aux « acteurs » de « tourner la scène » et on assistait à une chorégraphie exécutée par les personnages. Le dernier char était occupé par Mickey Mouse et quelques visiteurs du parc sélectionnés auparavant. Ils assistaient ensemble à une séance de cinéma diffusant Steamboat Willie.
La parade a été conçue et mise en scène par Luc Petit et Danielle Roy pour le groupe Franco Dragone Entertainment Group. 
La Disney Cinema Parade a fait sa dernière apparition le 31 mars 2008, après 6 ans de présence. Elle a été remplacée par la Disney's Stars'n' Cars.